# Маркин, Евгений Павлович
Евгений Павлович Маркин (1931 - ?) – российский физик, один из основоположников лазерной науки и техники, лауреат Ленинской премии (1984).
Родился 01.10.1931.
В 1948—1951 гг. лаборант, техник в одном из московских НИИ.
В 1956 г. окончил МГУ.
С 1957 г. работал в Физическом институте АН СССР (РАН) (ФИАН), с 1970 г. старший научный сотрудник, руководитель группы.
Кандидат физико-математических наук (1966).
В 1962 г. вместе с Н. Г. Басовым и Д. И. Машем создал первый советский гелий-неоновый лазер с излучением на длине волны 1,153 мкм.
В 1962 г. был соавтором работы по созданию первого в СССР лазера на p-n переходе:
- В. С. Багаев, Н. Г. Басов, Б. М. Вул, Б. Д. Копыловский, О. Н. Крохин, Е. П. Маркин, Ю. М. Попов, А. Н. Хвощев, А. П. Шотов, «Полупроводниковый квантовый генератор на pp-nn-переходе в GaAsGaAs», Докл. АН СССР, 150:2 (1963), 275—278.

В начале 1970 г. в составе группы (Н. Г. Басов, А. Н. Ораевский, Е. П. Маркин, А. И. Никитин) создал первый в СССР лазер атмосферного давления на смеси D2 4- F2 + + С02. Этой же группой авторов была впервые получена генерация в Н2 + F2 и D2 + F2 — лазерах при инициировании реакции УФ-излучением и детально изучен спектр генерации этих лазеров (1969).
Публикации:
- Пространственная форма поля и взаимодействия бегущих волн кольцевого лазера [Текст] / Э. М. Беленов, Е. П. Маркин, В. Н. Морозов, А. Н. Ораевский; Физ. ин-т им. П. Н. Лебедева Акад. наук СССР. Лаборатория квантовой радиофизики. — Москва : [б. и.], 1966. — 19 с., 1 л. ил.; 21 см.
- Динамика химических лазеров / Н. Г. Басов, В. И. Игошин, Е. П. Маркин, А. Н. Ораевский // Квантовая электроника : сборник статей / под ред. Н. Г. Басова. — Москва, 1971. — № 2. — С. 43-24.
- Басов Н. Г., Маркин Е. П., Никитин В. В. Исследование выходной мощно¬сти оптического генератора на смеси неона и гелия от различных параметров // Оптика и спектроскопия. 1963. 15. № 3. С. 436.
- Басов Н. Г.,Кулаков JI. В., Маркин Е. П.,Никитин А. И.,Ораевский А. Н. Спектр излучения химического квантового генератора на смеси Н2+Р2//Письма в ЖЭТФ.-1969.-т.9ю-с.613-617.
- Басов Н. Г.,Заворотный. С. И.,Маркин Е. П.,Никитин А. И., Ораевский А. Н. Импульсный химический лазер высокого давления на смеси D2+F2+CO2//nH0bMa в ЖЭТФ.-1972.-т.15.-№ 3.-с.135-139.
- Басов Н. Г.,Игошин В. И.,Маркин Е. П.,Ораевский А. Н. Динамика химических лазеров//Квантовая электрон.-М.: Сов.радио, 1971.-в.2.- с.3-19.
- Басов Н. Г.,Игошин В. И.,Маркин Е. П.,Ораевский А. Н. Динамика химических лазеров//В сб.: Int.Tagung «Laser und ihre Anwend.»-Dresden, 1970. -Teil 2.-s.91-136.
- Басов Н. Г.,Маркин Е. П.,Ораевский А. Н.,Панкратов A.B. Фотохимическое действие инфракрасного излучения//ДАН.-1971.- т. 198.-№ 5.-с.1043-1045.
- Басов Н. Г.,Беленов Э. М.,Исаков В. А.,Маркин Е. П.,Ораевский А. Н., Ферапонтов Н. Б. Лазерно-стимулированные химические реакции и разделение изотопов// Квантовая электрон.-1975.-т.2.-№ 5.-с.938-944.
- Пространственная форма поля и взаимодействия бегущих волн кольцевого лазера [Текст] / Э. М. Беленов, Е. П. Маркин, В. Н. Морозов, А. Н. Ораевский ; Физ. ин-т им. П. Н. Лебедева Акад. наук СССР. Лаборатория квантовой радиофизики. — Москва : [б. и.], 1966. — 19 с., 1 л. ил.; 21 см.

Ленинская премия 1984 года — за цикл работ «Фундаментальные исследования химических лазеров на цепных реакциях».
В Балашихе, микрорайон им. Гагарина, 12 установлена мемориальная плита с фотографией и надписью «В этом доме жил Лауреат Ленинской премии, один из основоположников лазерной науки и техники академик Маркин Евгений Павлович».